# Shota Kaneko
Shota Kaneko (født 2. maj 1995) er en japansk fodboldspiller, som spiller for den japanske fodboldklub Shimizu S-Pulse.